# Srivaikuntam
Srivaikuntam é uma panchayat (vila) no distrito de Toothukudi, no estado indiano de Tamil Nadu.

## Geografia
Srivaikuntam está localizada a 8° 37′ N, 77° 56′ L. Tem uma altitude média de 17 metros (55 pés).

## Demografia
Segundo o censo de 2001,  Srivaikuntam  tinha uma população de 16,214 habitantes. Os indivíduos do sexo masculino constituem 48% da população e os do sexo feminino 52%. Srivaikuntam tem uma taxa de literacia de 77%, superior à média nacional de 59.5%: a literacia no sexo masculino é de 81% e no sexo feminino é de 72%. Em Srivaikuntam, 11% da população está abaixo dos 6 anos de idade.